# Yordanis Arencibia
Yordanis Arencibia Verdecia (Amancio, 24 gennaio 1980) è un judoka cubano, della categoria inferiori a 66 kg (pesi semi-leggeri).
Nel 1998 vinse una titolo mondiale nella categoria junior; l'anno successivo salì sul terzo gradino del podio sia ai mondiali di Birmingham che ai Giochi panamericani. Mantenne il terzo posto mondiale nel 2001 e nel 2003, anno durante il quale ottiene la medaglia d'oro ai Giochi panamericani di Santo Domingo. Qualificatosi per i Giochi olimpici di Atene nel 2004 vinse la medaglia di bronzo. Sconfitto in semifinale dallo slovacco Jozef Krnáč riuscì a raggiungere il terzo posto assieme al georgiano David Margoshvili. 
Dopo un échec lors ai mondiali del 2005, Arencibia si mise nuovamente in evidenza conseguendo il secondo posto ai mondiali del 2007 a Rio de Janeiro.
Ai Giochi olimpici di Pechino nel 2008 vinse nuovamente il bronzo, dopo essere stato sconfitto in semifinale dal campione olimpico in carica, il giapponese Masato Uchishiba.

## Palmarès
- Giochi olimpici estivi

2004 - Atene: bronzo nei 66 kg.
2008 - Pechino: bronzo nei 66 kg.
- Campionati mondiali di judo

1999 - Birmingham: bronzo nei 66 kg.
2001 - Monaco di Baviera: bronzo nei 66 kg.
2003 - Osaka: bronzo nei 66 kg.
2007 - Rio de Janeiro: argento nei 66 kg.
- Giochi panamericani

1999 - Winnipeg: bronzo nei 66 kg.
2003 - Santo Domingo: oro nei 66 kg.
2007 - Rio de Janeiro: bronzo nei 66 kg.